# Comté de Jefferson (Texas)
Pour les articles homonymes, voir Jefferson et Comté de Jefferson.
Le comté de Jefferson, en anglais : Jefferson County, est un comté situé dans l'extrême est de l'État du Texas aux États-Unis. Selon le recensement de 2020, sa population est de 256 526 habitants. Le comté a une superficie de 2 982 km2, dont 2 269,5 km2 en surfaces terrestres. Fondé le 9 décembre 1835, il est nommé en l'honneur de Thomas Jefferson, l'ancien président des États-Unis. Le siège de comté est la ville de Beaumont. 

## Organisation du comté
Le comté est fondé en tant que municipalité, par le gouvernement provisoire du Texas, le 9 décembre 1835, à partir des terres du comté de Jasper. Celle-ci devient un comté de la république du Texas, le 11 mars 1836. Le 29 décembre 1845, il est intégré à l’État du Texas, nouvellement créé. Il est définitivement organisé et rendu autonome, le 11 août 1913 et ses frontières actuelles sont définitivement fixées le 1er décembre 1975.
Le comté est baptisé en référence à la municipalité qui l'a précédé, elle même baptisée en référence à Thomas Jefferson, 3e président des États-Unis,.

## Géographie

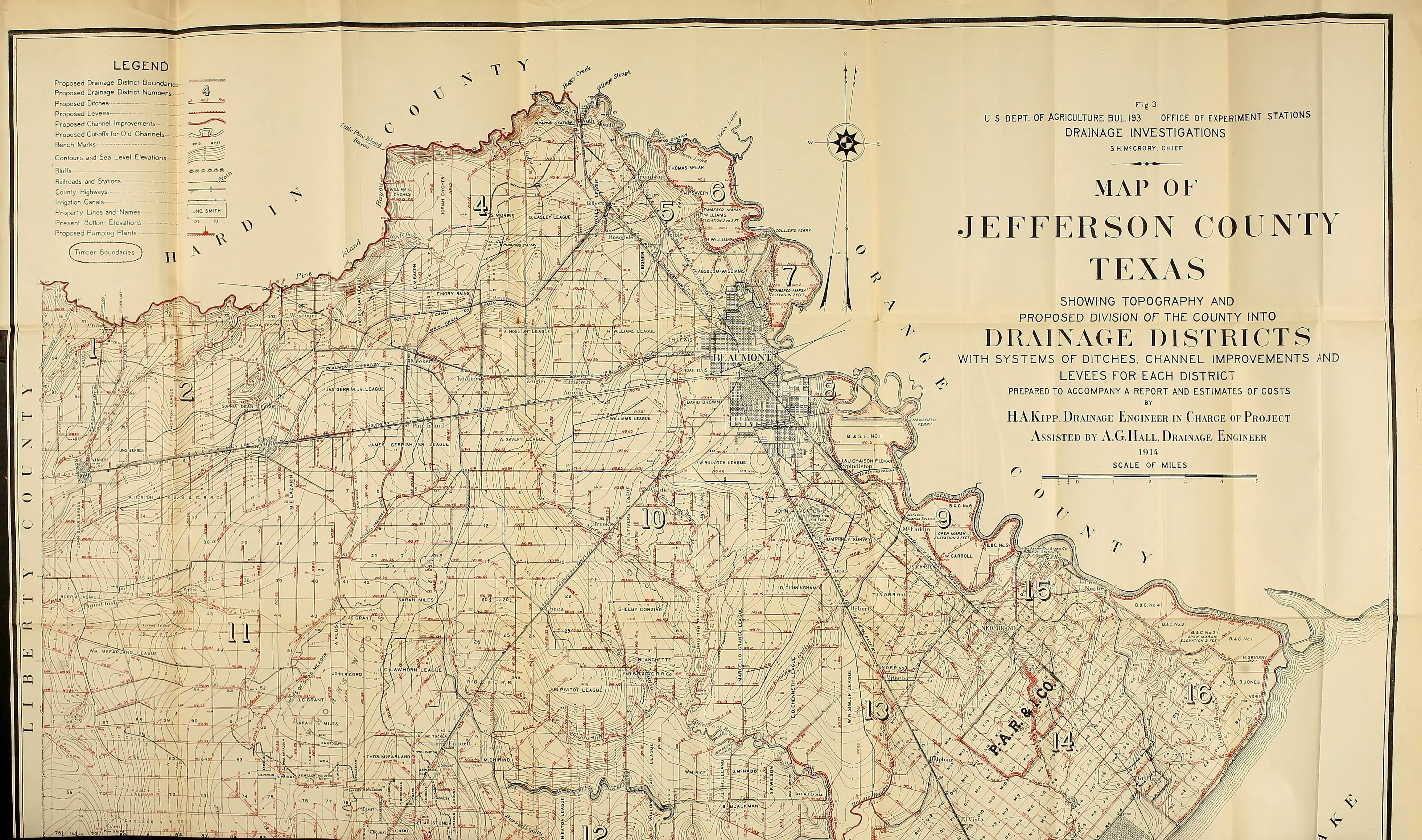
Carte du comté de Jefferson (1916).

Le comté de Jefferson se situe dans la plaine côtière du golfe (en), au sud-est de l'État du Texas, aux États-Unis,. 
Il est bordé au nord par le bayou Pine Island (en), à l'est par l’État de la Louisiane et au sud-est par le golfe du Mexique. La limite du comté, à l'est, est formée par la rivière Neches, le lac Sabine et l'embouchure du fleuve Sabine.
Il a une superficie totale de 2 982 km2, composée de 2 269,5 km2 de terres et de 612,5 km2 de zones aquatiques.

### Comtés adjacents
| Comté de Liberty  | Comté de Hardin    | Comté d'Orange      |
|                   | comté de Jefferson | Paroisse de Cameron |
| Comté de Chambers |                    |                     |

### Axes routiers
Les principales routes du comté sont :
- Interstate 10
- U.S. Highway 69 / U.S. Highway 96 / U.S. Highway 287
- U.S. Highway 90
- Texas State Highway 73 (en)
- Texas State Highway 82 (en)
- Texas State Highway 87 (en)
- Texas State Highway 105 (en)
- Texas State Highway 124 (en)
- Texas State Highway 326 (en)
- Texas State Highway 347 (en)

## Démographie
Lors du recensement de 2010, le comté comptait une population de 252 273 habitants. Elle est estimée, en 2018, à 255 001 habitants.

Pyramide des âges du comté de Jefferson (Texas) (2000).